# Маловодяное (Александрийский район)
Маловодяное (укр. Маловодяне) — село в Петровской поселковой общине Александрийского района Кировоградской области Украины.
До 2020 года входило в Петровский район
Население по переписи 2001 года составляло 101 человек. Почтовый индекс — 28330. Телефонный код — 5237. Код КОАТУУ — 3524981302.